# Hank Greenberg
Henry Benjamin „Hank“ Greenberg (* 1. Januar 1911 in New York City, New York; † 4. September 1986 in Beverly Hills, Kalifornien) war ein US-amerikanischer Baseballspieler in der Major League Baseball (MLB) auf der Position des First Basemans. Sein Spitzname war Hammerin’ Hank.

## Biografie
Hank Greenberg wurde als Sohn jüdischer Einwanderer aus Rumänien in New York City geboren und absolvierte dort seine Schulausbildung an der James Monroe High School in der Bronx. 1929 wollten ihn die New York Yankees verpflichten, da diese aber in Lou Gehrig bereits einen herausragenden First Baseman hatten, lehnte er dieses Angebot ab und nahm ein Sportstipendium an der New York University an. An der Universität blieb er ein Jahr, bis ihn die Detroit Tigers verpflichteten. Sein Debüt bei den Tigers in der American League gab er am 14. September 1930 gegen die Yankees. Einen festen Platz im Team der Tigers konnte Greenberg sich aber erst 1933 sichern, in der Zwischenzeit spielte er bei den Teams der Tigers im Minor League Baseball. In seiner ersten kompletten Saison schlug er 12 Home Runs und 33 Doubles bei einem Schlagdurchschnitt von 30,1 %. 1934 steigerte er sich auf 26 Home Runs, 139 RBI und einen Schlagdurchschnitt von 33,9 %. Mit diesen Leistungen half er seinem Team, den Titel in der American League zu erringen, in den World Series unterlagen sie aber den St. Louis Cardinals. Eine weitere Steigerung 1935 (36 Home Runs, 170 RBI) brachten ihm die Wahl des MVP der American League ein. Die Tigers konnten auch wieder die American League gewinnen und bestritten die World Series gegen die Chicago Cubs. Im zweiten Spiel dieser Serie am 3. Oktober brach sich Greenberg beim Versuch, von der ersten Base die Homeplate zu erreichen das Handgelenk und fiel für den Rest der Serie, die die Tigers gewinnen konnten, aus. Nach zwölf Spielen der Saison 1936 verletzte sich Greenberg erneut am selben Handgelenk und musste den Rest des Jahres aussetzen.
Durch diese Verletzungen kam es zu Spekulationen, dass Greenberg seine Karriere beenden müsse, welche er aber durch seine Leistungen in den folgenden Jahren deutlich widerlegte. 40 Home Runs, 183 RBI und ein Schlagdurchschnitt von 33,1 % waren seine Erfolgszahlen für das Jahr 1937. Im folgenden Jahr machte er Jagd auf den Homerunrekord von Babe Ruth. Mit 58 erzielten Home Runs blieb er nur zwei unter der Bestmarke der Yankees-Legende. 1940 wechselte er dann von der 1. Base ins Outfield. Auf dieser Position konnte er seinen zweiten MVP-Titel erringen. Er führte die American League in diesem Jahr in Home Runs, Doubles und RBI an. Die Tigers konnten den Yankees erstmals nach vier Jahren den Titel in der American League abnehmen, scheiterten aber an den Cincinnati Reds in den World Series.
1941 bestritt er nur noch 19 Spiele, bevor er zum Militär einberufen wurde. In seinem letzten Spiel am 18. Mai gelangen Greenberg noch zwei Home Runs gegen die New York Yankees. Sein nächstes Spiel nach der Militärzeit bestritt er dann am 1. Juli 1945 gegen die Philadelphia Athletics. In seinem ersten Schlagauftritt gelang ihm gleich wieder ein Home Run. Am 30. September dieses Jahres gelang Hank Greenberg ein Grand Slam Home Run im neunten Inning gegen die St. Louis Browns zum 6:3-Sieg, der den Tigers den Titel in der American League sicherte. In der World Series gegen die Chicago Cubs konnten sich die Tigers in sieben Spielen durchsetzen.
Seine letzte Saison bei den Tigers bestritt Hank Greenberg 1946, ehe er 1947 noch für kurze Zeit bei den Pittsburgh Pirates spielte und dort seine Profikarriere am 18. September 1947 beendete. Bei den Tigers sollte sein Gehalt reduziert werden, was Greenberg dazu veranlasste Überlegungen über seinen Rücktritt anzustellen. Die Tigers verkauften ihn dann an die Pirates, bei denen er angeblich als erster Baseballspieler über 100.000 $ pro Jahr verdient haben soll. Der Miteigentümer der Pirates, Bing Crosby, nahm mit Groucho Marx und Greenberg einen Song mit dem Titel Goodbye, Mr. Ball, Goodbye auf, der die Ankunft Greenbergs bei den Pirates feiern sollte.
Nach seinem Rücktritt wurde er Direktor des Farmsystems der Cleveland Indians und zwei Jahre später General Manager der Indians. Später wurde er noch Miteigentümer der Chicago White Sox. 1963 verabschiedete er sich endgültig vom Baseball und wurde Investmentbanker.
1956 wurde er in die Baseball Hall of Fame gewählt. Seit dem 12. Juni 1983 vergeben die Tigers Greenbergs Rückennummer 5 nicht mehr. Am 4. September 1986 verstarb Hank Greenberg im Alter von 75 Jahren.

## Dokumentarfilm
- Aviva Kempner: The Life and Times of Hank Greenberg, USA 1999 (95 Min.)